# البقيعة (عكار)
البقيعة  هي قرية لبنانية من قرى قضاء عكار في محافظة الشمال. تقع في منطقة تجمع للقرى يسمى وادي خالد.
والبقيعة هي قرية حدودية حيث أن فيها معبر البقيعة الحدودي أحد المعابر الشرعية بين الجمهورية اللبنانية والجمهورية العربية السورية.
سهل البقيعة من أشهر سهول المنطقة وأكثرها خصوبة إذ يمتد على شكل لسان، يظهر جليا«على الخريطة اللبنانية في أقصى شمالها. ويحيط بالسهل النهر الكبير الجنوبي من الجهات الشرقية، الشمالية والغربية، والذي يشكل الحدود الطبيعية بين الأراضي اللبنانية والسورية في المنطقة. وتربة هذا السهل من الجير الأحمر الشديدة الخصوبة وتزرع في البقيعة أنواع شتى من المزروعات: الموسمية، والأشجار المثمرة، وكافة أنواع الشتول؛ لتشكل معا» لوحة تظهر مدى روعة سهل البقيعة بالقرب من الجبل المالح،عند نهاية سلسلة جبال لبنان الغربية..      